# خریستوس کارکامانیس
خریستوس کارکامانیس (یونانی: Χρήστος Καρκαμάνης؛ زادهٔ ۲۲ سپتامبر ۱۹۶۹) بازیکن فوتبال اهل یونان بود.
از باشگاه‌هایی که در آن بازی کرده‌است می‌توان به باشگاه فوتبال آریس سالونیک و باشگاه فوتبال ایراکلیس ۱۹۰۸ اشاره کرد.
وی همچنین در تیم ملی فوتبال یونان بازی کرده‌است.